# Замостище (Лубенський район)
Замости́ще —  село в Україні, у Пирятинській міській громаді Лубенського району Полтавської області. Населення становить 231 осіб. До 2020 орган місцевого самоврядування — Пирятинська міська рада.

## Географія
Село Замостище розміщене на правому березі річки Удай, вище за течією на відстані 2 км наявне село Калинів Міст, нижче за течією на відстані 1,5 км розташоване місто Пирятин, на протилежному березі — села Каплинці та Харківці. Річка в цьому місці звивиста, утворює лимани, стариці та заболочені озера.

## Історія
12 червня 2020 року, відповідно до розпорядження Кабінету Міністрів України № 721-р «Про визначення адміністративних центрів та затвердження територій територіальних громад Полтавської області», село увійшло до складу Пирятинської міської громади.
19 липня 2020 року, в результаті адміністративно - територіальної реформи та ліквідації Питятинського району, село увійшло до складу новоутвореного Лубенського району.

## Економіка
- ПП «Лан».

## Населення
Згідно з переписом УРСР 1989 року чисельність наявного населення села становила 190 осіб, з яких 88 чоловіків та 102 жінки.
За переписом населення України 2001 року в селі мешкало 225 осіб.

### Мова
Розподіл населення за рідною мовою за даними перепису 2001 року:
| Мова       | Відсоток |
| ---------- | -------- |
| українська | 93,51 %  |
| російська  | 5,63 %   |
| білоруська | 0,43 %   |
| інші       | 0,43 %   |